# マイ・ルイーゼ・フローディン
マイ・ルイーゼ・フローディン（Siv May Louise El Khoury、1934年9月5日 - 2011年2月4日）は、スウェーデンのファッションモデル。ミス・ワールド1952優勝。出生名Siv May Louise Flodin。

## 経歴
1934年9月5日、セーデルマンランド県エシルストゥーナ・フォルス教区に生まれる。
末日聖徒イエス・キリスト教会の信徒である。
1952年11月14日、ロンドンで開催された第2回ミス・ワールドで優勝。その後、ミス・ワールドのタイトルと美貌を活かしてファッションモデルになる。
1953年、ベイルートで水上スキー関連のショーに出演。当時水上スキーの世界チャンピオンだったSimon Khouryと出会う。
1955年、The Sunday Timesが後援するファッションショーElegance Francaiseに出演するためフィリピン来訪。このときにはパリのトップモデルとして活動しており、The Sunday Times magazineは"living Parisian mannequins"(「パリのマネキンに生命が宿った」)と報じた。
1957年、サイモンと結婚。夫と共に水上スキーに乗ってショーに出たこともある。サイモンは後にヨルダン水上スキー連盟を設立し、いくつかのホテルを開業する。彼女自身もホテル経営に関与したことがある。
4人の子供と6人の孫がいる。
2011年2月4日、脳腫瘍によりヴェストラ・イェータランド県ヴェストラ・フロルンダ地区ネセッツ教区にて死去。